# Lijst van voetbalinterlands Chili - China
Deze lijst van voetbalinterlands is een overzicht van alle officiële voetbalwedstrijden tussen de nationale teams van Chili en China. De landen speelden tot op heden een keer tegen elkaar: een vriendschappelijke wedstrijd, die werd gespeeld op 20 augustus 2003 in Tianjin.

## Wedstrijden
| № | Plaats  | Datum            | Competitie        | Wedstrijd     | Uitslag |
| - | ------- | ---------------- | ----------------- | ------------- | ------- |
| 1 | Tianjin | 20 augustus 2003 | Vriendschappelijk | China – Chili | 0 – 0   |

## Samenvatting
| Competitie        | Totaal gespeeld | Winst Chili | Gelijk | Winst China | Doelsaldo Chili – China |
| ----------------- | --------------- | ----------- | ------ | ----------- | ----------------------- |
| Vriendschappelijk | 1               | 0           | 1      | 0           | 0 – 0                   |
| Totaal            | 1               | 0           | 1      | 0           | 0 – 0                   |

Wedstrijden bepaald door strafschoppen worden, in lijn met de FIFA, als een gelijkspel gerekend.

## Details

### Eerste ontmoeting
| Vriendschappelijk (Tianjin, China, 20 augustus 2003):                                                                          |              | |
| China | 0 – 0        | Chili |
| | goals        | |
| Arie Haan | bondscoach   | Juvenal Olmos |
| Liu Yunfei Wei Xin Li Weifeng Xiao Zhanbo Yang Pu 46' Liu Jindong 46' Lu Gang 74' Zhou Ting Xiao Junzhe Li Yi 77' Li Jinyu 46' | opstellingen | Nelson Tapia Cristián Álvarez Luis Fuentes David Henríquez Rodrigo Pérez 61' Arturo Sanhueza Marcos González 79' Rodrigo Millar Mark González 60' Arturo Norambuena 80' Manuel Neira |
| Li Ming 46' Zhou Haibin 46' Du Ping 46' Xu Yunlong 74' Zhang Shuo 77'                                                          | wissels      | 60' José Luis Villanueva 61' Boris González 79' José Luis Jeréz 80' Daniel Pérez |
| Yang Pu 23' | gele kaarten | |